# Podroje, Globasnica
Podroje (nemško Podrain) je naselje v Občini Globasnica v Okraju Velikovec na Koroškem v Avstriji.